# Tambores (município)
Tambores é um município uruguaio do departamento de Paysandú, a leste do departamento, próxima ao Cerro Tambores . Está situada a 179 km da cidade de Paysandú, capital do departamento .

## Toponímia
O nome do município vem da localidade sede - Tambores.

## História
Com a criação do segundo nível administrativo (Municípios do Uruguai - Lei Nº 18567), a maioria das localidades com mais 2.000 habitantes foi transformada em município. Pela Lei Nº 18.653 de 21 de março de 2013 foi instituído o município de tambores, por iniciativa do departamento de Paysandú..
Quando foi criado o município, a localidade de Tambores agregou também outras duas localidades: Piedra Sola e Arbolito.. A localidade cabeceira e Piedra Sola também parcialmente são áreas não incorporadas a municípios no departamento de Tacuarembó..

## População
A localidade contava com uma população de 1.475 habitantes.
| Variação demográfica do município |
|                                   |

## Geografia
Tambores se situa próxima das seguintes localidades: ao noroeste, Arerunguá (departamento de Paysandú), a sul, Piedra Sola (departamento de Tacuarembó), a leste, La Pedrera, (departamento de Tacuarembó) e a sudeste Sauce de Batoví (departamento de Tacuarembó). .

## Autoridades
A autoridade do município é o Conselho Municipal, sendo o alcalde ("prefeito") e quatro concejales
Alcaldes:
| Nº | Alcalde                 | Partido          | Inicio do mandato | Fim do mandato | Observações    |
| -- | ----------------------- | ---------------- | ----------------- | -------------- | -------------- |
| 1  | Ricardo Soares de Lima  | Partido Nacional | 2013              | 2020           | Alcalde eleito |
| 2  | Pablo Dutra da Silveira | Partido Nacional | 2020              | 2020           | Alcalde atual  |

## Geminação de cidades
O município de Tambores não possui acordos de geminação com outras cidades